# Transizione del Pleistocene medio

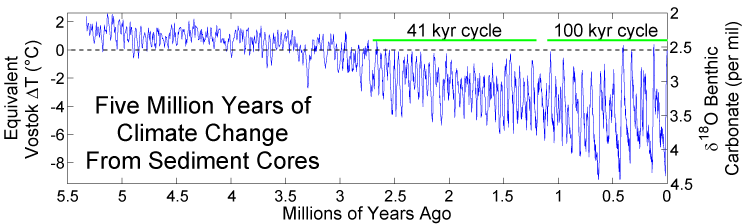
Le variazioni della temperatura negli ultimi 5 milioni di anni rilevate nei depositi marini profondi.

La transizione del Pleistocene medio (in lingua inglese abbreviata in MPT, acronimo di Mid-Pleistocene Transition), a volte indicata anche come rivoluzione del Pleistocene medio (in questo caso abbreviata in MPR),, fu un importante cambiamento dei cicli di glaciazione avvenuto nel corso del Quaternario, studiato nella paleoclimatologia. Questa transizione è avvenuta tra 1,25 e 0,7 milioni di anni fa nel corso del Pleistocene.
Prima della transizione del Pleistocene medio, i periodi glaciali si alternavano con una periodicità di circa 41.000 anni ed erano caratterizzati da una escursione termica piuttosto contenuta, uno spessore abbastanza sottile dello strato di ghiaccio, e una relazione lineare con i cicli di Milanković collegati all'inclinazione assiale. Dopo la transizione avvenuta nel Pleistocene medio, i cicli sono diventati fortemente asimmetrici, caratterizzati da periodi di raffreddamento del clima molto prolungati e una formazione di cappe di ghiaccio molto più spesse, seguiti da rapidi cambiamenti della temperatura, da condizioni glaciali estreme e interglaciali relativamente caldi. La lunghezza dei cicli si attestò su una media attorno a 100.000 anni.

## Ipotesi
La ricerca di una valida spiegazione a questa transizione anomala è normalmente conosciuta come problema dei centomila anni. I modelli sviluppati di recente che riproducono la MPT includono una diminuzione della CO2 presente nell'atmosfera, una maggiore sensitività climatica a questa diminuzione, una graduale rimozione della regolite, lo strato superficiale ghiaioso presente nell'emisfero boreale, a causa dei processi glaciali del Quaternario. La riduzione della CO2 potrebbe essere correlata a variazioni delle emissioni gassose vulcaniche, all'interramento dei sedimenti oceanici, all'erosione dei carbonati o alla fertilizzazione degli oceani conseguente alla ricaduta in acqua delle polveri vulcaniche.
La presenza dello strato ghiaioso di regolite sulla superficie terrestre tendeva a favorire lo scorrimento dei ghiacciai, limitando così la crescita dello spessore della cappa di ghiaccio in formazione. Si ritiene che, prima del Quaternario, le porzioni settentrionali dell'America e dell'Eurasia fossero coperte da uno spesso strato di ghiaia. Questo strato fu gradualmente eroso dall'azione dei ghiacciai nel corso di ripetuti periodi glaciali, fino a lasciare scoperte larghe porzioni del basamento cristallino che hanno permesso un più forte ancoraggio del ghiaccio con un ridotto scivolamento. L'ancoraggio più efficace ha favorito la crescita dello spessore della cappa glaciale.
Uno studio del 2020 ha concluso che la variazione dei periodi glaciali può essere stata influenzata anche da una variazione dell'inclinazione assiale della Terra susseguente alla transizione del Pleistocene medio, con la conseguenza di estati più calde nell'emisfero settentrionale.